# Melissa Mathison
Melissa Marie Mathison (3 de junio de 1950 - 4 de noviembre de 2015) fue una guionista estadounidense de cine y televisión.

## Biografía

### Carrera
Era conocida por escribir los guiones para las películas E.T., el extraterrestre (1982), de Steven Spielberg, por el que obtuvo una nominación al Premios Óscar, y Kundun, de Martin Scorsese, un filme sobre el dalái lama. Mathison volvió a colaborar con Spielberg décadas después, para el guion de la película The BFG (2016, conocida como Mi amigo el gigante en España y El gran gigante amistoso en Latinoamérica), basada en el cuento homónimo de Roald Dahl.

### Vida personal
El 14 de marzo de 1983, Melissa, de 33 años, se casó con el actor Harrison Ford, de 41. Melissa fue la segunda esposa de Harrison y con quien tuvo dos hijos. Ford y Mathison dieron la bienvenida a su primer hijo, Malcolm Ford, nacido el 3 de octubre de 1987 y tres años más tarde se convirtieron en padres de una hija, Georgia Ford, quién nació el 30 de junio de 1990. La pareja se divorció el 6 de enero de 2004; cuando sus dos hijos, los adolescentes Malcolm y Georgia, contaban con las edades de 17 y 14 años respectivamente.

## Filmografía
| Película                 | Año  | Notas                   |
| ------------------------ | ---- | ----------------------- |
| The BFG                  | 2016 | Dedicatoria             |
| Kundun                   | 1997 |                         |
| La llave mágica          | 1995 |                         |
| Son of the Morning Star  | 1991 |                         |
| Twilight Zone: The Movie | 1983 | Segmento "Kick the Can" |
| The Escape Artist'       | 1982 |                         |
| E.T., el extraterrestre  | 1982 |                         |
| El corcel negro          | 1979 |                         |

## Premios y reconocimientos
Premios Óscar
| Año  | Categoría            | Trabajo nominado        | Resultado |
| ---- | -------------------- | ----------------------- | --------- |
| 1983 | Mejor guion original | E.T., el extraterrestre | Nominado  |